# Hawker Siddeley
Hawker Siddeley est un groupe britannique de production aéronautique fondé en 1935. Il est le résultat de plusieurs fusions-acquisitions dans l'industrie aéronautique nationale, dont Hawker Aircraft (initialement fondée par Harry Hawker en 1912), Gloster Aircraft, Armstrong Whitworth et Armstrong Siddeley Motors. Il est considéré comme l'une des deux majors du secteur dans les années 1960, étant coté au FTSE 100. En 1977 il devient l'un des composants fondateurs de British Aerospace.
Hawker Siddeley est à l'origine de quelques avions célèbres comme le Hurricane, le Tempest, le Hunter et le Harrier. Il était également présent sur d'autres marchés tels que la construction de locomotives (via sa filiale Brush Traction) et de moteurs diesel (via Lister Petter).

## Historique
Hawker Siddeley Aircraft a été créée en 1935 à la suite du rachat par Hawker Aircraft  des sociétés de John Siddeley, le constructeur d'automobiles et de moteurs Armstrong Siddeley, et le constructeur aéronautique Armstrong Whitworth Aircraft. À cette époque Hawker Siddeley acquit également Avro Aircraft, la Gloster Aircraft Company et Air Training Services. Ces différentes entreprises continuèrent par la suite à créer leurs avions sous leur propre nom, tout en partageant leurs chaînes de production.
Durant la Seconde Guerre mondiale, Hawker Siddeley fut l'une des entreprises aéronautiques britanniques les plus impliquées dans la construction d'avions de combat. Elle produisit de nombreux modèles tels que le célèbre Hawker Hurricane qui fut utilisé dans la ligne de défense de la bataille d'Angleterre avec le Supermarine Spitfire. Durant cette campagne, les Hurricanes furent les plus nombreux dans le camp britannique et responsables de 55 % des destructions totales subies par l'aviation allemande.

### Avro Canada
En 1945, Hawker Siddeley prit le contrôle de Victory Aircraft Ltd, société canadienne située en Ontario à la suite de sa privatisation par le gouvernement canadien. Ce rachat se fit par le biais de sa filiale A. V. Roe Canada and Company avec laquelle Victory fusionna pour former Avro Canada. Avro Canada se développa rapidement par la suite, s'étendant à d'autres activités telles que l'ingénierie aéronautique, les mines, l'aciérie, les chemins de fer, l'informatique, l'électronique entre autres pour devenir en 1958 la troisième plus grande entreprise du Canada, employant 14 000 personnes et représentant 45 % de chiffre d'affaires total de sa société mère.
Avro Canada a créé les modèles construits Jetliner, CF-100 Canuck, CF-105 Arrow et VZ-9- AV Avrocar. Seul le CF-100 fut construit à grande échelle. Les autres modèles, non-construits, incluaient un avion supersonique de transport de passagers, un avion de chasse dépassant mach 2, un aéroglisseur, un avion ravitailleur à réacteurs et l'hypersonique Space Threshold Vehicle. Après l'annulation de l'Arrow, la société commença à s'effriter. En 1962, elle fut dissoute, les actifs restants étant transférés à Hawker Siddeley Canada.

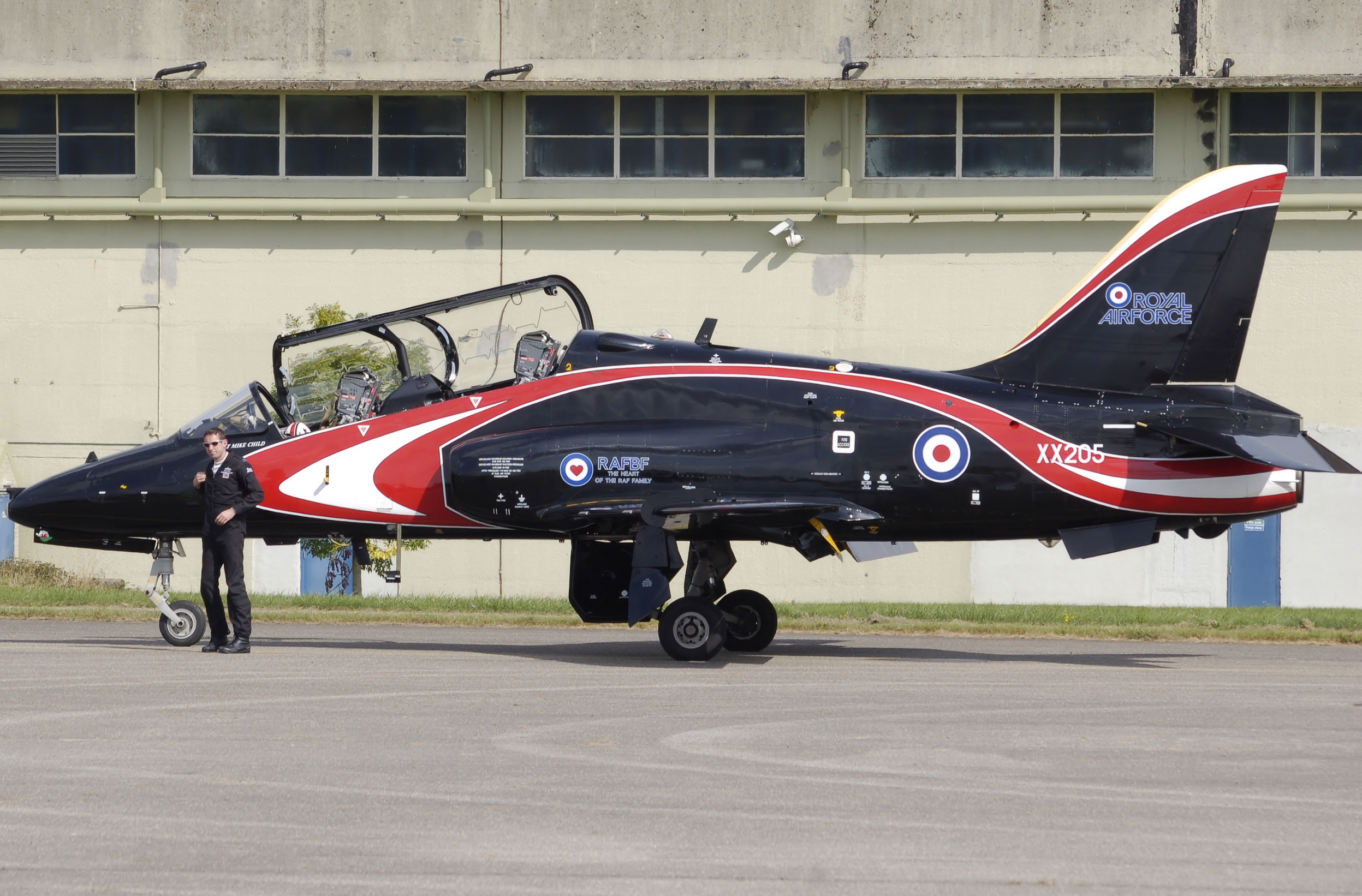
Un BAe Hawk de Hawker Siddeley utilisé par la Royal Air Force, avec son pilote. Cet avion, utilisé pour de la voltige aérienne, présente de ce fait des couleurs particulières.

### Après la guerre

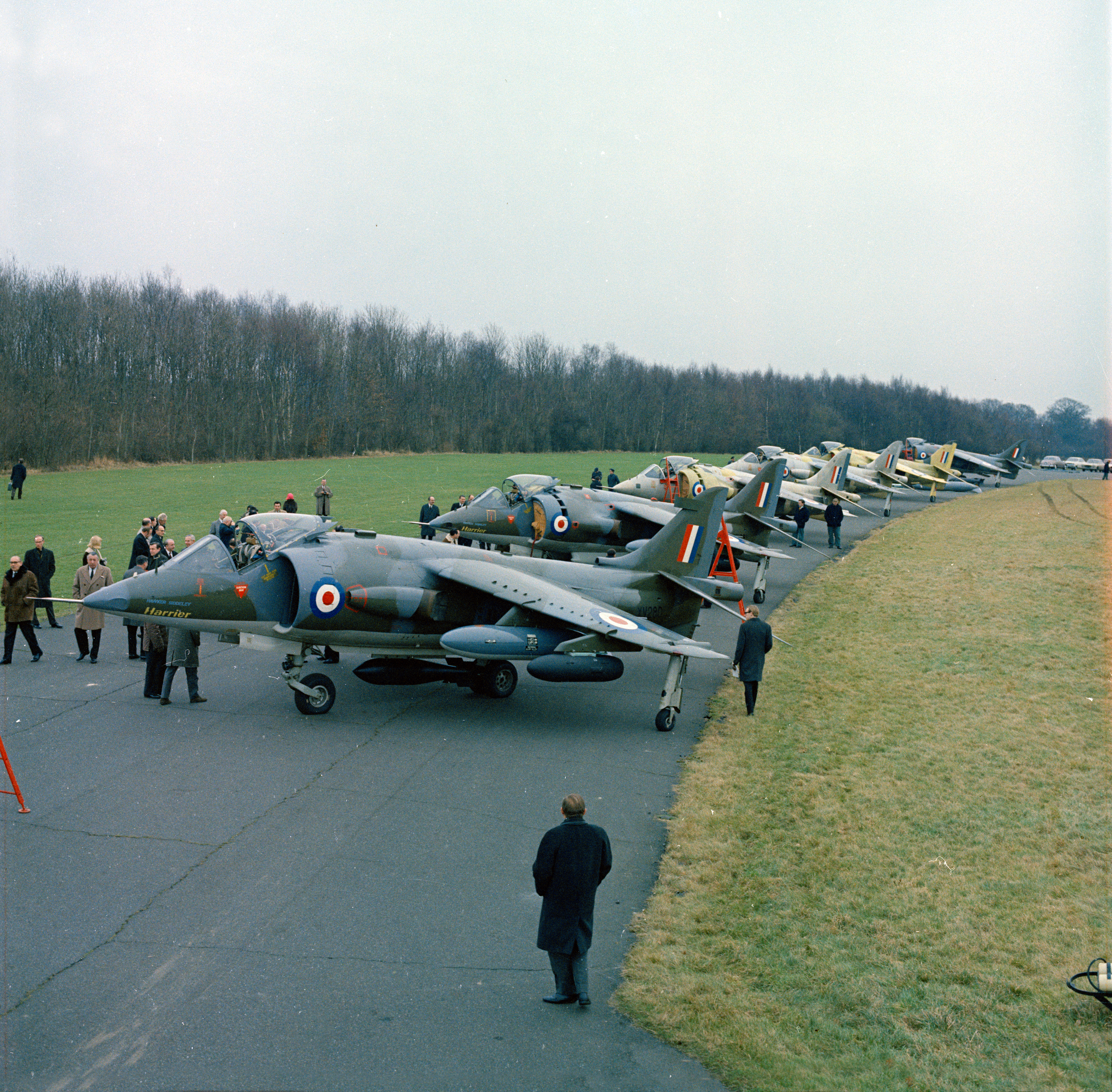
Six Hawker Siddeley Harrier de préproduction présentés en 1968 au site d'essai de l’entreprise à l'aérodrome de Dunsfold.

En 1948, le nom de la compagnie fut changé en Hawker Siddeley Group. La division aéronefs devint Hawker Siddeley Aviation (HSA) et celle des missiles guidés et technologie spatiale en Hawker Siddeley Dynamics (HSD). En 1959, la section ingénierie aéronautique, Armstrong Siddeley, fut fusionnée avec la Bristol Aeroplane Company pour former Bristol Siddeley. Vers la fin des années 1950, le gouvernement britannique décida qu'en vue de la baisse des contrats dans le secteur des aéronefs il était préférable de fusionner toutes les sociétés existantes, qui était de 15 à l'époque, en un nombre restreint d'entreprises destinées à devenir plus importantes. À la suite de cette décision, il fut établi que tous les contrats futurs devaient comprendre une clause incitant à la fusion des dites entreprises. En 1959, Folland Aircraft fut acquise, suivie par de Havilland et Blackburn Aircraft en 1960. En 1963, leurs noms furent abandonnés au profit de Hawker Siddeley, ou HS. Durant cette période, la compagnie développa son premier avion à réaction ADAV opérationnel, le Hawker Siddeley Harrier, qui fut également son plus grand succès, dont la production s'arrêta dans les années 1990 et dont certaines unités sont toujours en service.

### Usine et quartier général à Kingston upon Thames
En 1948, Hawker Siddeley acquit une usine à Kingston upon Thames sur la route Richmond Road près de Ham. Cet édifice deviendrait son usine d'avions principale et son quartier général.

### Expansion dans le chemin de fer
En 1957, Hawker Siddeley racheta à Brush certaines filiales telles que Brush Electrical Machines et Brush Traction qui fabriquaient des locomotives. Les prototypes Brush comme le British Rail Class 53 (dit le Falcon) ou le futuriste mais encore trop lourd HS4000 y étaient produits. D'autres actifs dans le chemin de fer furent également acquis tels que Westinghouse Rail Systems et le constructeur Mirrlees Blackstone.

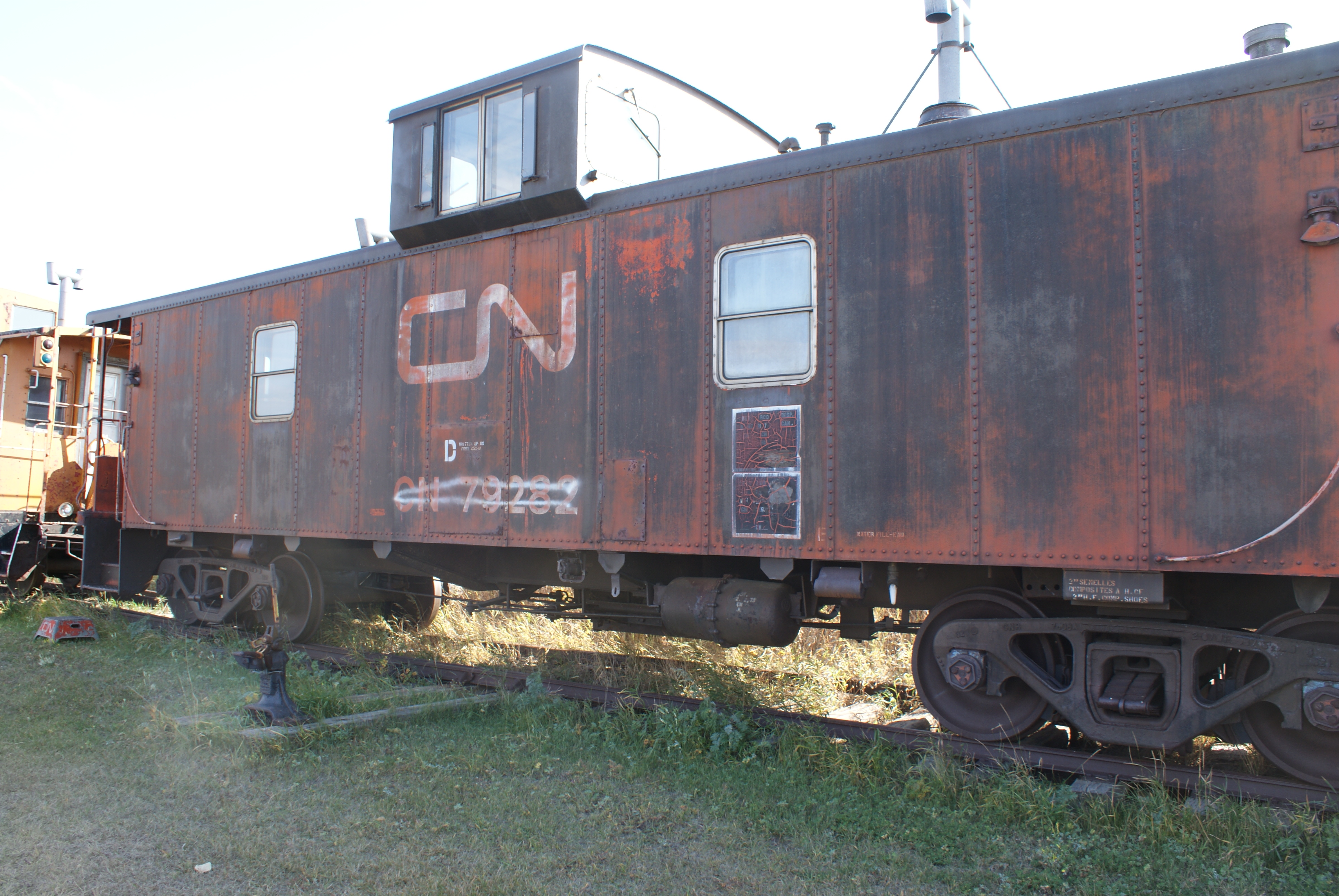
Un Caboose construit dans l'usine Hawker Siddeley de Thunder Bay, en Ontario.

Au début des années 1970, la filiale Canada Car and Foundry de HS commença à construire des véhicules rapides de transit pour le marché nord-américain. Sa première commande fut celle du réseau Port Authority Trans-Hudson et consistait en 38 voitures PA-3, qui étaient largement basées sur le design au profil hexagonal PA des voitures construites par St. Louis Car Company. Plus tard, Hawker Siddeley vendra ce même design à MBTA à Boston pour leur ligne bleue et orange. 70 voitures de taille 48 furent livrées à la Blue Line entre 1978 et 1980, et 120 de taille 65 à la Orange Line entre 1980 et 1981. Hawker Siddeley produisit également une importante partie de la flotte du métro de la  Toronto Transit Commission, les modèles H5 and H6. MBTA acheta également des rames à Messerschmitt, une entreprise allemande rivale de longue date de HS, ce qui les contraint à travailler ensemble.
La section de HS basée à Mississauga et Thunder Bay en Ontario est aujourd'hui une filiale de Bombardier Transport.

### Nationalisation de la production aéronautique
Le 29 avril 1977, à la suite du Aircraft and Shipbuilding Industries Act 1977, Hawker Siddeley Aviation et Dynamics furent nationalisées et fusionnées avec British Aircraft Corporation (BAC) et Scottish Aviation pour former British Aerospace. Cependant HSA et HSD ne pesaient alors que 25 % du chiffre d'affaires de Hawker Siddeley à cette date. Le reste des activités et les intérêts à l'étranger furent donc conservés dans une holding nommée Hawker Siddeley Groupe PLC après 1980.

### Restructuration et vente à BTR
Le groupe se restructura dans les années 1980, se concentrant sur le chemin de fer, l'électronique et les équipements de signalétique. Orenda Aerospace, dernière filiale restante de l'ère Avro Canada/HS Canada, bien que diminuée et aux opérations restreintes, fut intégrée à Magellan Aerospace.
Vers la fin des années 1980, Hawker Siddeley céda également la majorité de ses actifs de l'industrie lourde situés en Amérique du Nord. Talladega, située en Alabama fut vendue à Franklin Equipment en 1990 et sa chaîne de production d'installations et voitures ferroviaires du Canada fut séparée et revendue à SNC-Lavalin et Bombardier Transport en 1992. Cette même année Hawker Siddeley Group Plc fut acquise par BTR plc pour 1,5 milliard de livres.

### Hawker Siddeley aujourd'hui
En 1973, HS acquit la firme South Wales Switchgear, spécialisée dans l'industrie électronique. Connue plus tard sous le nom d'Aberdare Holdings, la compagnie fut renommée Hawker Siddeley Switchgear (HSS) en 1992 qui possède encore aujourd'hui une filiale du même nom située en Australie. Hawker Siddeley Power Transformers est une autre entreprise ayant également conservé le nom d'origine.
En 1993, British Aerospace vendit sa chaîne de production d'avions d'entreprises à la American Raytheon Aircraft Company. En 2006, elle fut à nouveau vendue à Onex Partners et Goldman Sachs qui la renommèrent Hawker Beechcraft.

## Produits

### Avions
Le nom Hawker Siddeley n'a pas été utilisé pour nommer les avions avant 1963. Ils étaient auparavant nommés en fonction de la filiale qui les produisait, comme le Hawker Hurricane, le Hawker Sea Hawk, le Gloster Meteor ou le Gloster Javelin. La date du premier vol est donnée entre parenthèses.
- HS121 Trident (1962) - originellement nommé le de Havilland DH.121 airliner.
- HS125 & Dominie (1962) - originellement nommé le  de Havilland DH.125.
- HS146 (1981) - nommé BAe 146 après le début de la production.
- HS748 (1960) - originellement nommé le Avro 748.
- HS780 Andover (1965) - dérivé militaire du HS748
- P.1121 - projet d'Hawker
- Kestrel (1964) - projet d'Hawker
- Harrier (1966)
  - Harrier Jump Jet
- P.1154
- HS801 Nimrod (1967) - développement du de Havilland Comet
- HS1182 Hawk (1974)
- Airbus A300 - Hawker Siddeley a dessiné et construit les ailes du A300 airliner.
- Argosy - originellement nommé le Armstrong Whitworth Argosy. Construit par Hawker Siddeley au début des années 1960. Le dernier Argosy a été construit en 1965.
- Buccaneer - originellement nommé le Blackburn Buccaneer. Hawker Siddeley a construit le Buccaneer pour la Royal Navy et l'Air Force de l'Afrique du Sud durant les années 1960, ainsi que des S Mk.2B pour la Royal Air Force.
- Comet 4 - originellement nommé le De Havilland Comet airliner. The Comet 4 était encore construit par Hawker Siddeley au début des années 1960. Le dernier Comet 4 est sorti de la chaîne de production en 1964.
- Dove - originellement nommé le De Havilland Dove. Hawker Siddeley a construit le Dove durant les années 1960. Le dernier Dove a été produit en 1967.
- Gnat - originellement nommé le Folland Gnat. Hawker Siddeley a construit des Gnats au début des années 1960 pour les armées de l'air finlandaise, indienne et la RAF.
- Heron - originellement nommé le de Havilland Heron. Construit par Hawker Siddeley au début des années 1960. Le dernier Heron a été produit en 1963.
- Hunter - originellement nommé le Hawker Hunter. Le Hunter était encore produit au début des années 1960. Le dernier Hunter a été produit en 1966.
- Sea Vixen - originellement nommé le de Havilland Sea Vixen. Hawker Siddeley a construit le Sea Vixen au début des années 1960. Le dernier Sea Vixen a été livré à la Royal Navy en 1965.
- Vulcan - originellement nommé le Avro Vulcan. Hawker Siddeley a construit le Vulcan au début des années 1960. Le dernier Vulcan a été livré à la RAF en 1965.
- Armstrong Whitworth AW.681 projet de transporteur renommé en HS.681
- Hawker Siddeley Helicrane, projet annulé d'hélicoptère-grue qui comportait 3 variantes : le HS (Helicopter Small), le HM (Helicopter Medium) et le HL (Helicopter Large).

### Missiles et roquettes
- Blue Steel - dessiné par Avro.
- Blue Streak - dessiné par De Havilland.
- de Havilland Firestreak
- Europa - Hawker Siddeley a construit la seconde partie de la fusée Europa.
- Martel en collaboration avec Matra
- Red Top (en)
- Sea Dart (HS)
- Sea Slug - dessiné par Armstrong Whitworth.

### Équipement lourd
- TreeFarmer